# 三十六个字
《三十六个字》是一部中国上海美术电影制片厂制作的动画短片，该片获得了南斯拉夫第七届萨格勒布国际动画电影节教育片奖。 

## 剧情简介
画动画的爸爸教儿子识字，爸爸把一些中国的象形文字绘制成了动画，并和儿子一起用这些象形字编了一则小故事。

## 出现的文字
（按出场顺序）

日、山、水、林、木、鸟、象、草、田、

竹、马、夫、刀、舟、鱼、网、燕、云、

雨、伞、石、火、龟、鹿、豕、叟、虎、

弓、舍、羊、花、门、犬、子、女、月。